# Louis Désiré Blanquart-Evrard
Louis Désiré Blanquart-Evrard (2. srpna 1802 Lille – 28. dubna 1872, Lille) byl francouzský vynálezce, fotograf a vydavatel fotografií. Jako živnostník obchodoval s textilem a ve 40. letech 19. století se začal zajímat o fotografii a zaměřil se na technické a ekonomické otázky hromadné výroby fotografických tisků.

## Životopis
Narodil se a vyrůstal v Lille kde studoval chemii u Charlese Frédérica Kuhlmanna a miniaturní malbu na porcelán. Poté, co Louis Daguerre vyřešil problém dlouhé expozice a představil daguerrotypii, praktický fotografický proces, široké veřejnosti v roce 1839, Blanquart-Evrard se začala zajímat o fotografii. Studoval kalotypii, slaný tisk negativního procesu, a v roce 1847 se stal první osobou, která zveřejnila negativní / pozitivní papírové foto zpracování ve Francii. Vyvinul spíše metodu namáčení papíru v roztocích jodidu draselného a dusičnanu stříbrného, místo nanášení chemické lázně na povrch. V lednu 1847 představil svůj výzkum stabilizace fotografických tisků namáčením v roztoku stříbra Francouzské akademii věd.

## Imprimerie Photographique
V roce 1850 vyvinul a představil techniku tisku na albuminový papír, který se stal základním procesem populárních carte de visite. V září 1851 ve francouzském Lille založil s Hippolytem Fockedeyem společnost Imprimerie Photographique de Lille, která byla první velkokapacitní polygrafickou společností, která zaměstnávala velké množství zaměstnanců. Blanquart-Évrard představil veřejnosti práci mnoha průkopnických evropských fotografů, jako jsou Édouard Loydreau (1820–1905), Charles Marville (1813–1879), Ernest Benecke (1817–1894), Thomas Sutton (1819–1875) nebo Maxime Du Camp (1822–1894). V 50. letech 19. století se stal známým vydáváním pohlednic Johna Stewarta z Pyrenejí a Augusta Saltzmanna z Jeruzaléma. Nevýhodou však bylo, že proces kalotypie, kterú začal používat a vylepšil, zanechával prázdnou bílou oblohu a tmavé popředí, což vedlo k tomu, že umělec manipuloval a používal více negativů k přidání mraků do nebe a zpřesnění popředí. Problémem těchto manipulací bylo to, že často byly fotografie mraků pořizovány ráno a popředí odpoledne. Také kvůli technologickým nedostatkům fototisky časem z pohlednic mizely a obchodní činnost Blanquart-Evrarda musela v roce 1855 skončit a prohrála v konkurenci s litografií.

## Uznání
V letech 1860–1870 Blanquart-Evrard publikoval několik vlivných esejí a knih, včetně: On the intervention of art in photography a La photographie: ses origines, ses progrès, ses transformations, kde popsal první tři dekády pokroku fotografie a formuloval důležité myšlenky pro budoucí rozvoj fotografie jako výtvarné teoretické a estetické myšlenky. Nyní je považován za jednu z hlavních postav padesátých let 19. století, zlatého desetiletí ve vývoji fotografie.

## Galerie

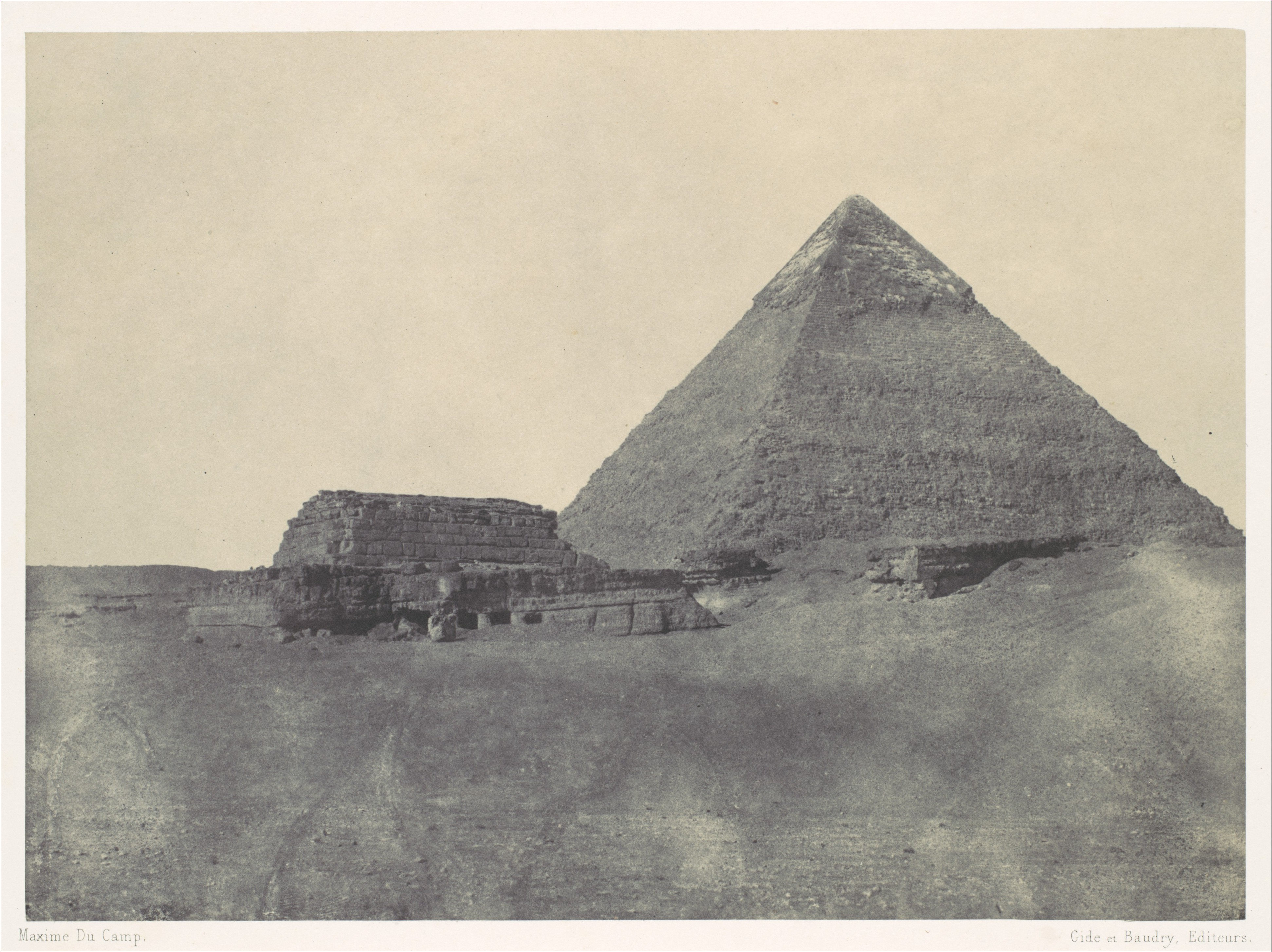
Égypte Moyenne. Pyramide de Chéphren
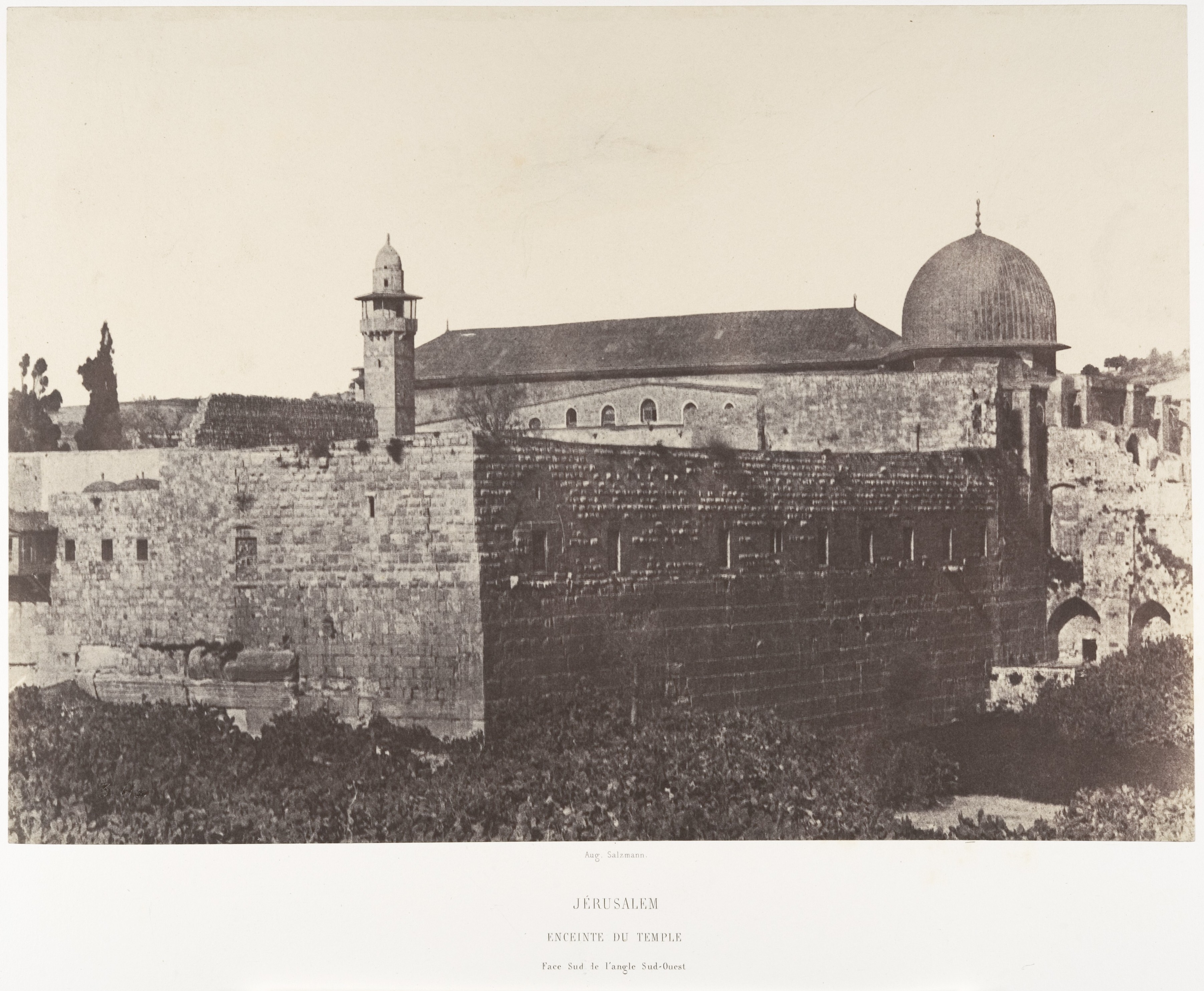
Jérusalem, Enceinte du Temple, Face sud de l'angle Sud-Est
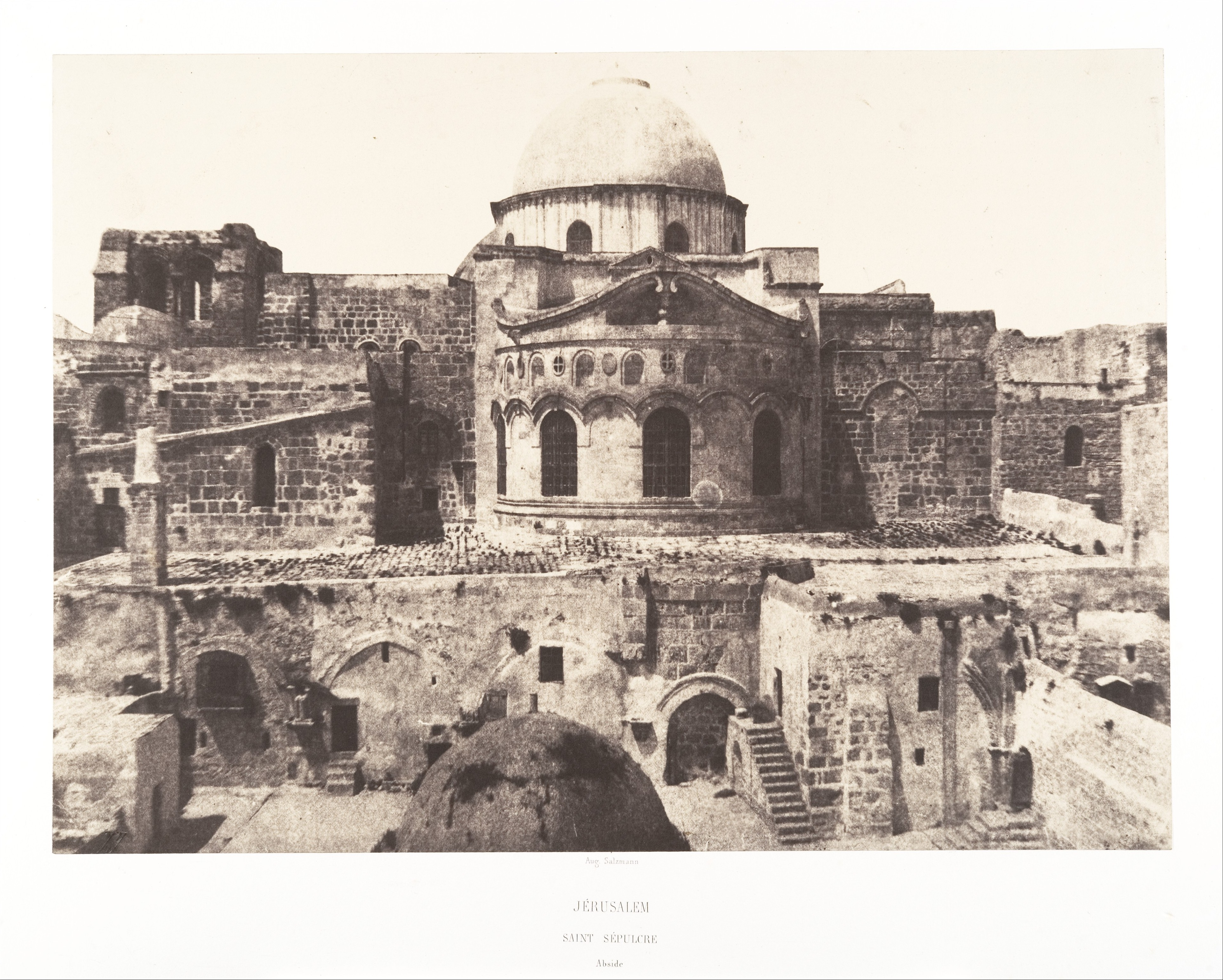
Jérusalem, Saint Sépulcre
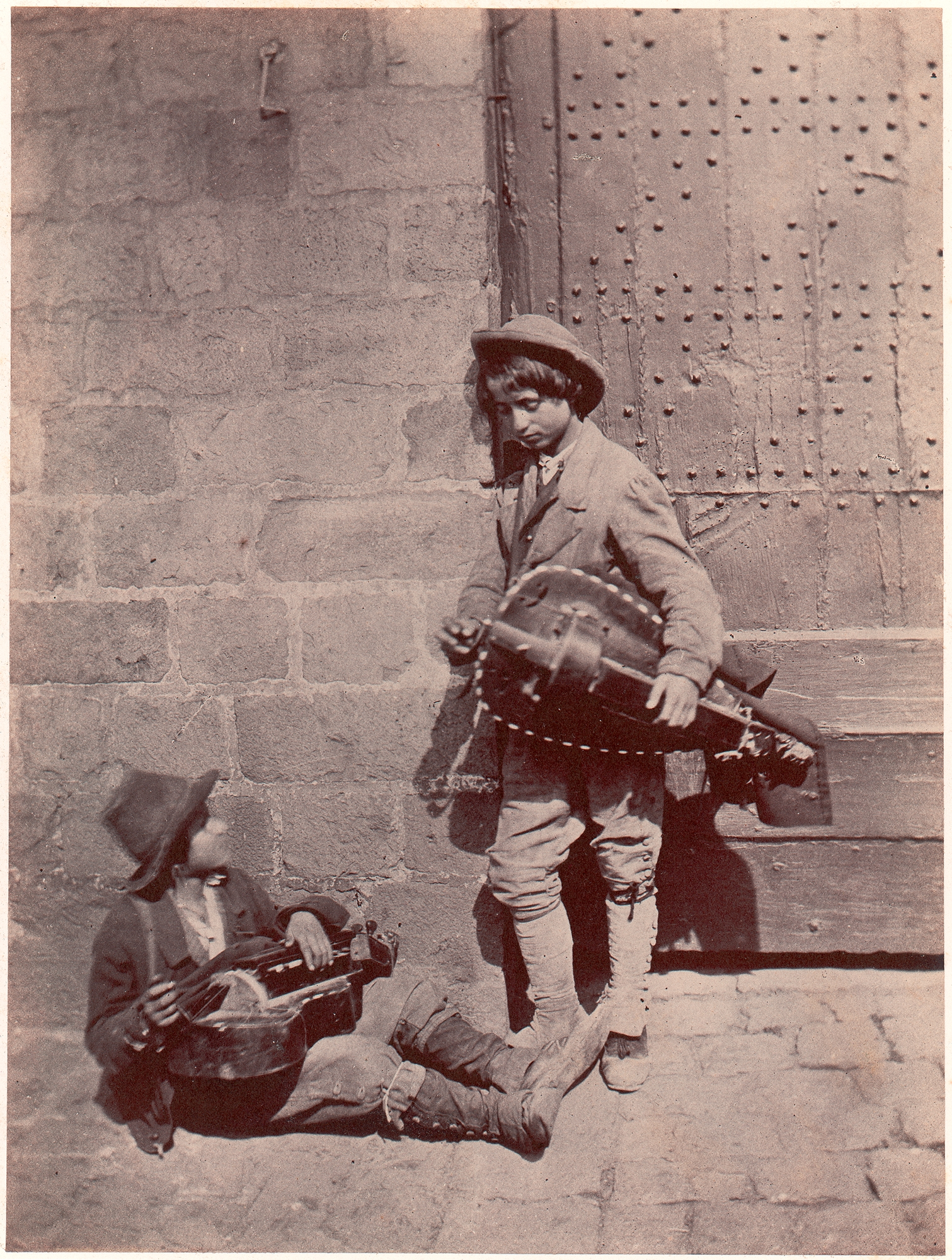
Joueurs de vielle